# Via di Ripetta

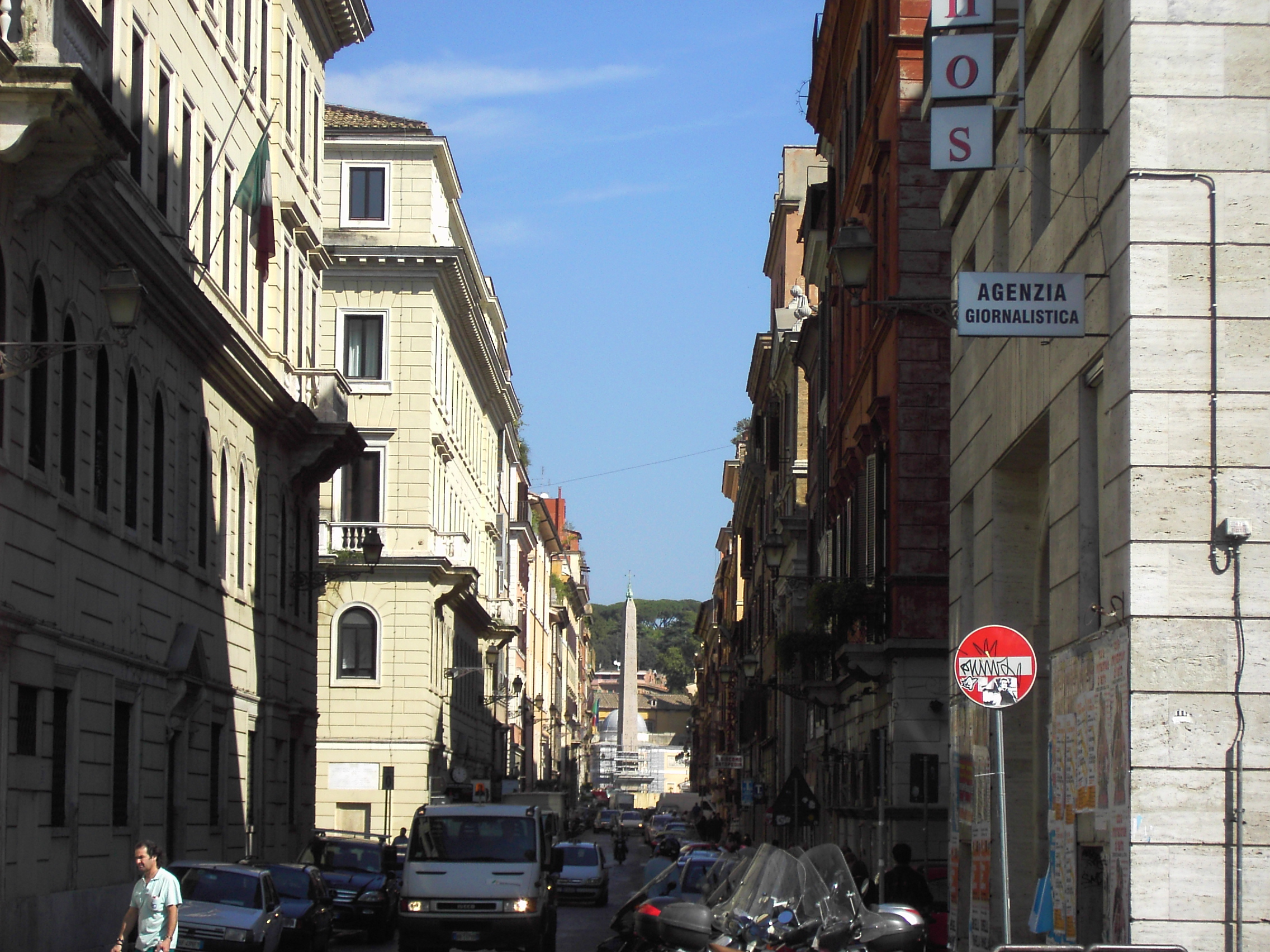
La via di Ripetta hacia la piazza del Popolo.

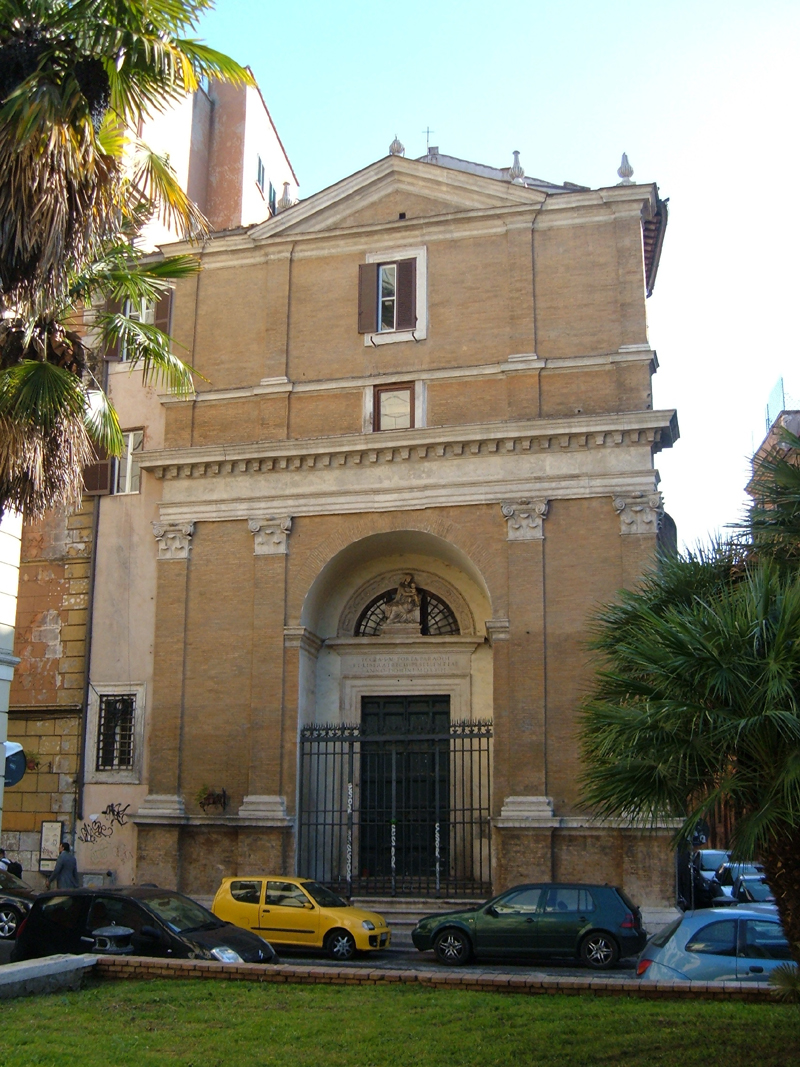
La iglesia de Santa Maria Portae Paradisi.

La via di Ripetta, es una calle del centro histórico de Roma, Italia, situada en el rione Campo Marzio, que une la piazza del Popolo con la via del Clementino. Su prolongación (via della Scrofa, via della Dogana Vecchia) llega a la iglesia de Sant'Ivo alla Sapienza, detrás de la piazza Sant'Eustachio y cerca del panteón. Es una de las tres calles conocidas como “el Tridente”.

## Historia
La calle tiene un origen muy antiguo: sigue un trazado ya presente en la época romana, desde finales del siglo I a. C. A comienzos del siglo XVI la calle fue remodelada por León X, de lo que proviene su nombre via Leonina. Cuando en 1704 se construyó el puerto di Ripetta, la calle asume su nombre actual. Para distinguirlo del porto di Ripa Grande de Trastevere, el nuevo puerto se llamó con el diminutivo ripetta.
La calle fue citada en "Il fu Mattia Pascal" de Pirandello como residencia temporal de Adriano Meis/Mattia Pascal.

## Monumentos
Recorriendo la calle desde la piazza del Popolo hacia la piazza Augusto Imperatore se encuentran los siguientes monumentos de interés histórico:
- Palazzo Capponi della Palma (siglo XVI)
- Conservatorio della Divina Provvidenza e di San Pasquale (siglo XVII)
- Sala Lancisiana di San Giacomo in Augusta (siglo XVI)
- Iglesia de Santa Maria Portae Paradisi (siglo XVI)
- Academia de Bellas Artes de Roma (siglo XIX)
- Liceo Artistico Ripetta (siglo XIX)

Además, en la calle se recuerdan con placas conmemorativas los lugares de nacimiento de Eleonora Pimentel Fonseca y de Angelo Brunetti, conocido como il Ciceruacchio.

## Transporte
La calle está cerca de las estaciones Flaminio y Spagna de la Línea A del Metro de Roma.